# Козлова, Виктория Павловна
Виктория Павловна Козлова (24 февраля 1986, Чита) — российская волейболистка, диагональная. Кандидат в мастера спорта России.

## Биография
Воспитанница читинского спорта, занималась волейболом с пятого класса. В 13-летнем возрасте присоединилась к профессиональной команде «Ангара» (Иркутск), тренировалась под руководством Елены Станиславовны Булгаковой. Три сезона провела во взрослом составе клуба во втором дивизионе.
В 2006 году перешла в клуб «Тулица» и выступала за него три сезона, в том числе в первом сезоне — в Суперлиге (6 матчей). Училась в ТГПУ им. Л. Н. Толстого. Затем играла за ряд других российских клубов, преимущественно из высшей лиги «А» (второй дивизион) — «Воронеж», «Надежда» (Серпухов), «Университет» (Пенза), «Сахалин». В середине 2010-х годов пропустила несколько сезонов из-за рождения дочери. В феврале 2017 года вернулась в состав «Тулицы».